# 陳奕 (南宋)
陈奕（？—1275年），归德永城（今河南省永城市）人，南宋、元朝将领。
陈奕开始谄媚贾似道的玉工陈振民，当作兄长。以求仕进。由小官升任显贵，担任沿江制置使，兼知黄州。程鹏飞投降元朝，率兵攻黄州，陈奕派人到寿昌军请降，以求名爵。伯颜说：“你就率军归降就好了，还用担心名爵。”许他担任沿江大都督。陈奕于是以城降元。其子陳嵒知涟州，陈奕以家书相劝，陈嵒也降元。至元十二年五月，陈奕死去。